# Sigrid Bleymehl-Schley
Sigrid Bleymehl-Schley (* 19. Juni 1961 als Sigrid Bleymehl) ist eine deutsche Badmintonspielerin, die für den TuS Wiebelskirchen antritt. Sie ist mit Arno Schley, neunfacher Saarlandmeister und seit 1997 Vorsitzender des Saarländischen Badminton-Verbands, verheiratet. Bleymehl-Schley gewann im Jahr 1987 gemeinsam mit Stefan Maus den Mixed-Wettbewerb des ersten Internationalen Jubiläumsturniers Bischmisheim-Saarbrücken und wurde in der Saison 1990/91 mit dem TuS Wiebelskirchen deutsche Mannschaftsmeisterin.

## Sportliche Erfolge
| Saison  | Veranstaltung                                             | Disziplin   | Platz | Name |
| ------- | --------------------------------------------------------- | ----------- | ----- | --- |
| 1974/75 | Deutsche Meisterschaft U14                                | Dameneinzel | 2     | Sigrid Bleymehl (TuS Wiebelskirchen) |
| 1974/75 | Deutsche Meisterschaft U14                                | Damendoppel | 1     | Sigrid Bleymehl (TuS Wiebelskirchen) / Mechtild Künstler (SV Unkel) |
| 1977/78 | Deutsche Meisterschaft U18                                | Mixed       | 2     | Thomas Künstler (TV Mainz-Zahlbach) / Sigrid Bleymehl (TuS Wiebelskirchen) |
| 1978/79 | Deutsche Meisterschaft U18                                | Mixed       | 2     | Thomas Künstler (TV Mainz-Zahlbach) / Sigrid Bleymehl (TuS Wiebelskirchen) |
|         |                                                           |             |       | |
| 1980/81 | Südwestdeutsche Meisterschaft                             | Damendoppel | 1     | Sigrid Bleymehl / Vera Martini (TuS Wiebelskirchen) |
| 1980/81 | Saarländische Meisterschaft                               | Dameneinzel | 1     | Sigrid Bleymehl (TuS Wiebelskirchen) |
| 1980/81 | Saarländische Meisterschaft                               | Damendoppel | 1     | Sigrid Bleymehl / Vera Martini (TuS Wiebelskirchen) |
| 1981/82 | Saarländische Meisterschaft                               | Dameneinzel | 1     | Sigrid Bleymehl (TuS Wiebelskirchen) |
| 1982/83 | Saarländische Meisterschaft                               | Dameneinzel | 1     | Sigrid Bleymehl (TuS Wiebelskirchen) |
| 1983/84 | Saarländische Meisterschaft                               | Damendoppel | 1     | Sigrid Bleymehl / Ingeborg Schley (TuS Wiebelskirchen) |
| 1986/87 | Saarländische Meisterschaft                               | Damendoppel | 1     | Sigrid Bleymehl-Schley / Anette Geisler (TuS Wiebelskirchen) |
| 1987    | Internationales Jubiläumsturnier Bischmisheim-Saarbrücken | Mixed       | 1     | Stefan Maus / Sigrid Bleymehl-Schley |
| 1988/89 | Saarländische Meisterschaft                               | Damendoppel | 1     | Sigrid Bleymehl-Schley / Anette Geisler (TuS Wiebelskirchen) |
| 1990/91 | Deutsche Mannschaftsmeisterschaft                         | Mannschaft  | 1     | TuS Wiebelskirchen (Guido Schänzler, Bernd Schwitzgebel, Jin Chen, Michael Helber, Uwe Ossenbrink, Stefan Maus, Gian-Piero Vargiu, Katrin Schmidt, Heike Erler, Anette Geisler, Sigrid Bleymehl-Schley) |
| 1990/91 | Saarländische Meisterschaft                               | Dameneinzel | 1     | Sigrid Bleymehl-Schley (TuS Wiebelskirchen) |
| 1990/91 | Saarländische Meisterschaft                               | Damendoppel | 1     | Sigrid Bleymehl-Schley / Sandra Volz (TuS Wiebelskirchen) |
| 1991/92 | Saarländische Meisterschaft                               | Damendoppel | 1     | Sigrid Bleymehl-Schley / Sandra Volz (TuS Wiebelskirchen) |
|         |                                                           |             |       | |
| 1993/94 | Deutsche Seniorenmeisterschaft O32                        | Damendoppel | 1     | Sigrid Bleymehl-Schley (TuS Wiebelskirchen) / Mechtild Künstler (SV Unkel) |
| 1994/95 | Deutsche Seniorenmeisterschaft O32                        | Damendoppel | 2     | Sigrid Bleymehl-Schley (TuS Wiebelskirchen) / Maren Schröder (KSV Baunatal) |
| 2004/05 | Deutsche Seniorenmeisterschaft O40                        | Damendoppel | 3     | Sigrid Bleymehl-Schley (TuS Wiebelskirchen) / Caterina Vogel (BV Tröbitz) |
| 2010/11 | Deutsche Seniorenmeisterschaft O45                        | Damendoppel | 3     | Sigrid Bleymehl-Schley (TuS Wiebelskirchen) / Manuela Ritter (1. Erfurter BV) |
| 2011/12 | Deutsche Seniorenmeisterschaft O45                        | Damendoppel | 3     | Sigrid Bleymehl-Schley (TuS Wiebelskirchen) / Manuela Ritter (1. Erfurter BV) |
| 2014/15 | Deutsche Seniorenmeisterschaft O50                        | Damendoppel | 2     | Sigrid Bleymehl-Schley (TuS Wiebelskirchen) / Manuela Ritter (1. Erfurter BV) |
| 2015/16 | Deutsche Seniorenmeisterschaft O50                        | Dameneinzel | 2     | Sigrid Bleymehl-Schley (TuS Wiebelskirchen) |
| 2015/16 | Deutsche Seniorenmeisterschaft O50                        | Damendoppel | 2     | Sigrid Bleymehl-Schley (TuS Wiebelskirchen) / Manuela Ritter (1. Erfurter BV) |
| 2017/18 | Deutsche Seniorenmeisterschaft O55                        | Dameneinzel | 3     | Sigrid Bleymehl-Schley (TuS Wiebelskirchen) |
| 2017/18 | Deutsche Seniorenmeisterschaft O55                        | Damendoppel | 3     | Sigrid Bleymehl-Schley (TuS Wiebelskirchen) / Angelika Lang (TV Schwebda) |
| 2018/19 | Deutsche Seniorenmeisterschaft O55                        | Dameneinzel | 3     | Sigrid Bleymehl-Schley (TuS Wiebelskirchen) |
| 2018/19 | Deutsche Seniorenmeisterschaft O55                        | Damendoppel | 3     | Sigrid Bleymehl-Schley (TuS Wiebelskirchen) / Angelika Lang (TV Schwebda) |